# Presente (Renato Zero)
| Recensione | Giudizio |
| ---------- | -------- |
| FullSong   |          |

Presente è il ventiseiesimo album di Renato Zero in studio, pubblicato il 20 marzo 2009. A una settimana dall'uscita il disco raggiunse la prima posizione e finora ha conquistato 6 dischi di platino. Nonostante si tratti di un disco interamente indipendente, tanto per la produzione quanto per il marketing e la distribuzione, l'album è stato ufficialmente certificato dalla Fimi come il secondo più venduto del 2009 in Italia. Un risultato strabiliante, confermato dalle trenta date sold-out dello ZeroNoveTour, che ha seguito di qualche mese l'uscita del disco.
Nel 2010 l'album che è contenuto nel DVD Presente ZeroNoveTour, alla 61ª settimana in classifica, tornò clamorosamente al 2º posto, portando le vendite totali dell'album a quota 500.000. Nel settembre 2010 "Presente", nella sua edizione normale e in quella special con dvd, venne certificato disco di diamante dalla Fimi. Il 28 novembre dello stesso anno Renato Zero ricevette l'ennesimo riconoscimento per "Presente", premiato dalla Siae come vinile più venduto del 2010.

## Il disco
Il titolo dell'album venne rivelato per la prima volta il 29 gennaio 2009; Presente è un disco composto da ben 17 inediti e venne pubblicato il 20 marzo 2009, a distanza di tre anni e mezzo da Il dono, album di inediti del 2005.
Il singolo che promosse l'album fu Ancora qui (pubblicato dal sito del Corriere della Sera il 9 marzo 2009 e poi dalle radio il 13 marzo dello stesso anno) che assume dei toni un po' autobiografici, parlando di un equilibrio ritrovato. Il secondo singolo (pubblicato a livello mondiale nella data del 5 giugno 2009) fu Non smetterei più, cantato con Mario Biondi. Il terzo singolo fu invece Questi amori, in radio dal 2 ottobre 2009. Il quarto singolo estratto dall'album fu Muoviti che nella tracklist presente sul CD, appare appunto col titolo Muoviti, mentre all'interno del libretto il titolo appare come Muoviti adesso e fu in radio dal 5 febbraio 2010.
Ne L'incontro, Renato si rivolge a se stesso e alla nuova generazione invitando a "pensare con la propria testa". La prima traccia dell'album è la malinconica Professore che parla proprio di un professore del cantante che non avrebbe 'capito' Renato; al contrario, per diciassettesima ed ultima traccia, c'è Dormono tutti: una vera e propria ninnananna che omaggia le interpretazioni del Quartetto Cetra delle fiabe di Gianni Rodari.
Nell'album è possibile apprezzare brani ironici (ma non per questo privi di contenuti) come L'ormonauta e Spera o spara (composto insieme a Mariella Nava).
L'album è stato arrangiato da Danilo Madonia e Maurizio Parafioriti. L'album vanta compositori come Maurizio Fabrizio e Gianluca Podio. Alcune canzoni sono state scritte con Vincenzo Incenzo e Mariella Nava (che in passato ha già scritto Spalle al muro e Un altro pianeta sempre per Renato). Inoltre, è presente la partecipazione dell'Orchestra Sinfonietta di Roma, diretta da Renato Serio.
Nel 2009 il disco ha venduto più di 430 000 copie in Italia e oltre.
Nel maggio del 2010 supera le 500 000 copie in seguito alla pubblicazione di una special edition dal titolo Presente ZeroNoveTour, che contiene un live dvd bonus.
L'artista non si è avvalso di una casa discografica major o di una indipendente (tra quelle affermate e consolidate nel panorama musicale) per la produzione, il marketing e la distribuzione del proprio disco. Infatti Renato Zero si è occupato di tutto ciò avvalendosi solamente della sua casa discografica, la Tattica.
Il disco venne commercializzato sia in versione CD che in versione doppio LP. Quest'ultima versione venne pubblicata a tiratura limitata e numerata tra il 7 e l'8 maggio, a due mesi circa di distanza dalla precedente versione CD.
Il 23 ottobre, a una settimana dall'inizio del tour, uscì in tutti i negozi di dischi la versione Digipack dell'album. L'11 maggio 2010 uscì un'ulteriore edizione di "Presente", allegata al dvd "Presente Zeronove tour".
Nel settembre 2010 la FIMI pubblicò sul suo sito le certificazioni date agli album pubblicati tra il 2009 e 2010. Dal documento risulta che Presente ha vinto il disco di diamante.
Il 24 maggio 2019, l'album è stato ristampato per la collana Mille e uno Zero, edita con TV Sorrisi e Canzoni.

## Tracce
1. Professore (Renatozero/Serio-Renatozero) - 2:36
2. Ancora qui (Renatozero-Incenzo/Fabrizio) - 4:08
3. L'incontro (Renatozero-Incenzo/Madonia-Renatozero) - 4:31
4. Questi amori (Renatozero/Podio-Renatozero) - 4:24
5. Muoviti (Renatozero/Madonia-Renatozero) - 5:04
6. Non smetterei più (Renatozero/Madonia-Renatozero) (con Mario Biondi) - 4:54
7. Un'altra gioventù (Renatozero/Podio- Renatozero) - 4:48
8. Quando parlerò di te (Renatozero/Madonia-Renatozero) - 4:51
9. Ambulante (Renatozero-Incenzo/Podio-Renatozero) - 4:58
10. Almeno una parola (Renatozero-Incenzo/Madonia-Renatozero) - 4:17
11. L'ormonauta (Renatozero-Incenzo/Podio-Renatozero) - 4:32
12. Da adesso (Renatozero/Madonia-Renatozero) - 4:51
13. Giù le mani dalla musica (Renatozero/Madonia-Renatozero) - 4:40
14. Spera o spara (Renatozero-Incenzo/Nava) - 2:57
15. Vivi tu (Renatozero-Incenzo/Madonia-Renatozero) - 2:52
16. Il sole che non vedi (Renatozero-Incenzo/Podio-Renatozero) - 6:11
17. Dormono tutti (Brunialti/Colonnello) - 3:22

Tempo totale: 1:14:18

## Formazione
- Renato Zero – voce, cori
- Mario Biondi - voce aggiuntiva (traccia 6)
- Phil Palmer, Fabrizio Leo – chitarra acustica ed elettrica
- Paolo Costa, Mick Feat – basso
- Lele Melotti – batteria
- Rosario Jermano – percussioni
- Renato Serio – sintetizzatore
- Danilo Madonia – pianoforte, tastiera e sintetizzatore
- Fabrizio Bosso, Claudio Corvini, Giancarlo Ciminelli  – tromba
- Mario Corvini, Massimo Pirone – trombone
- Gianni Savelli – sassofono tenore e flauto
- Marco Guidolotti – sassofono baritono
- Stefano Di Battista – sassofono soprano e sax alto

## ZeroNoveTour
Il 16 ottobre 2009 è partita una lunga tournée (inizialmente erano state fissate 12 date ma, visto le grandi richieste e i numerosi sold out già in prevendita, le date sono arrivate a 30) legata all'uscita dell'album, nei maggiori palasport italiani. Le tappe dell'11 e 12 dicembre che si sono svolte al Mediolanum Forum di Assago sono state registrate da una squadra di nove telecamere per il DVD del tour pubblicato l'11 maggio 2010.
Il 21 dicembre nella tappa a Roma, Renato ha duettato con Fiorella Mannoia in "Non smetterei più". La stessa Fiorella, poi, canterà "Cercami". 

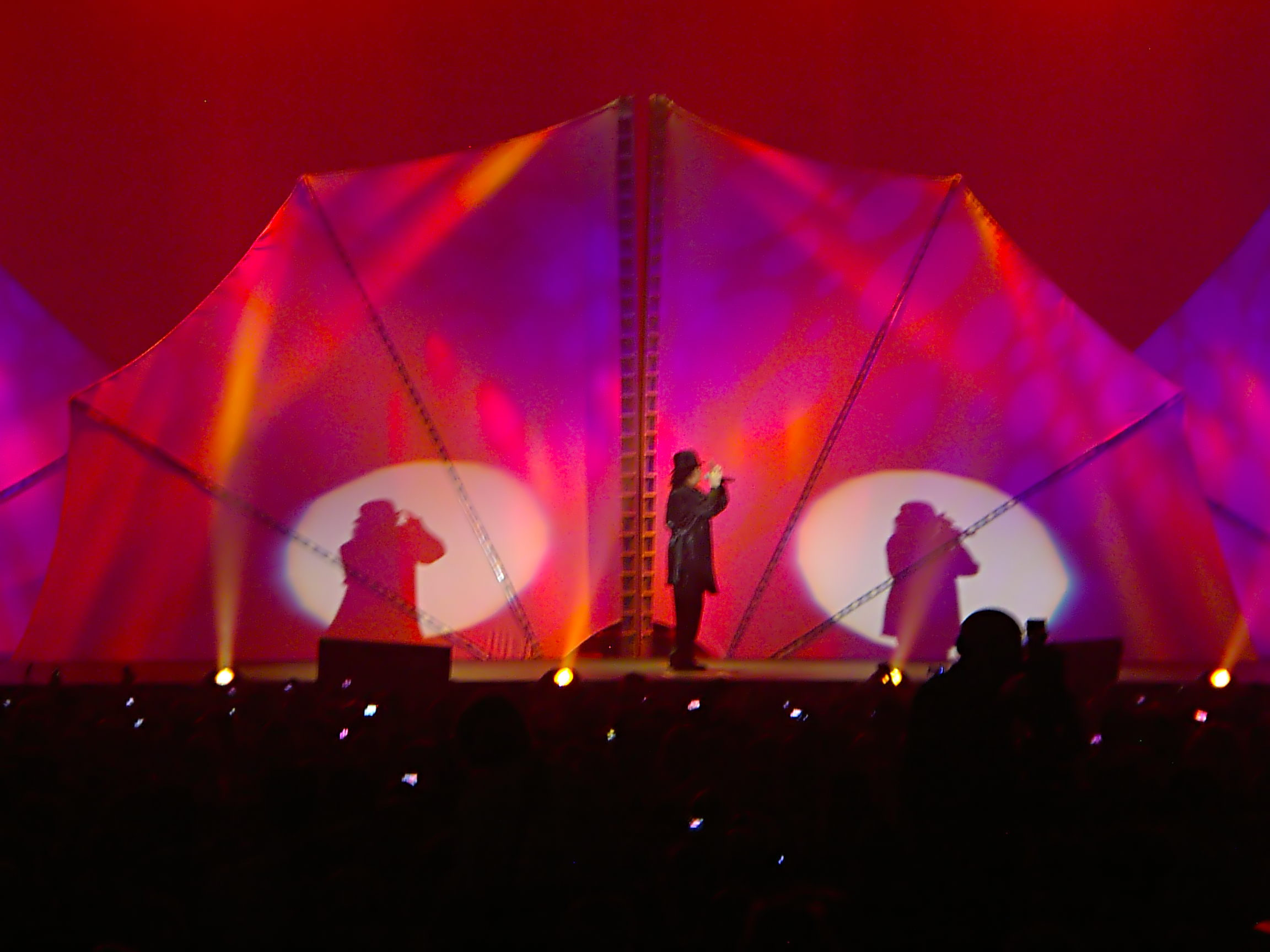
Renato Zero durante l'esecuzione del brano Vivo a Torino

### Le Date
| #  | Giorno           | Città         | Luogo                        | Ospite           |
| -- | ---------------- | ------------- | ---------------------------- | ---------------- |
| 1  | 16 ottobre 2009  | Acireale (CT) | Palasport                    |                  |
| 2  | 17 ottobre 2009  | Acireale (CT) | Palasport                    |                  |
| 3  | 20 ottobre 2009  | Barletta (BA) | Pala Disfida                 |                  |
| 4  | 21 ottobre 2009  | Barletta (BA) | Pala Disfida                 |                  |
| 5  | 23 ottobre 2009  | Caserta       | Pala Maggiò                  |                  |
| 6  | 24 ottobre 2009  | Caserta       | Pala Maggiò                  |                  |
| 7  | 26 ottobre 2009  | Firenze       | Nelson Mandela Forum         |                  |
| 8  | 27 ottobre 2009  | Firenze       | Nelson Mandela Forum         |                  |
| 9  | 29 ottobre 2009  | Firenze       | Nelson Mandela Forum         |                  |
| 10 | 6 novembre 2009  | Bologna       | Futur Show Station           |                  |
| 11 | 9 novembre 2009  | Ancona        | PalaRossini                  |                  |
| 12 | 10 novembre 2009 | Ancona        | PalaRossini                  |                  |
| 13 | 13 novembre 2009 | Roma          | Palalottomatica              |                  |
| 14 | 14 novembre 2009 | Roma          | Palalottomatica              |                  |
| 15 | 16 novembre 2009 | Roma          | Palalottomatica              | Mario Biondi     |
| 16 | 17 novembre 2009 | Roma          | Palalottomatica              | Mario Biondi     |
| 17 | 19 novembre 2009 | Eboli (SA)    | Palasele                     |                  |
| 18 | 20 novembre 2009 | Eboli (SA)    | Palasele                     |                  |
| 19 | 23 novembre 2009 | Genova        | Vaillant Palace              |                  |
| 20 | 24 novembre 2009 | Genova        | Vaillant Palace              |                  |
| 21 | 26 novembre 2009 | Mantova       | Pala Bam                     |                  |
| 22 | 29 novembre 2009 | Torino        | Palasport Olimpico - Isozaky |                  |
| 23 | 30 novembre 2009 | Torino        | Palasport Olimpico - Isozaky |                  |
| 24 | 4 dicembre 2009  | Padova        | Pala Fiera                   |                  |
| 25 | 5 dicembre 2009  | Padova        | Pala Fiera                   |                  |
| 26 | 11 dicembre 2009 | Milano        | Mediolanum Forum             | Mario Biondi     |
| 27 | 12 dicembre 2009 | Milano        | Mediolanum Forum             | Mario Biondi     |
| 28 | 14 dicembre 2009 | Milano        | Mediolanum Forum             | Mario Biondi     |
| 29 | 21 dicembre 2009 | Roma          | PalaLottomatica              | Fiorella Mannoia |
| 30 | 22 dicembre 2009 | Roma          | PalaLottomatica              | Mario Biondi     |

### Incassi
- Nelson Mandela Forum - Firenze - 26-27, 29, Ottobre 2009 - Incasso: $1,265,630 - spettatori: 23,423 su 23,951 - sold-out: 1 su 3[3] Fonte: Billboard.com Boxcore Chart del 03/07/2010
- Palaolimpico - Torino - 29-30, Novembre 2009 - Incasso: $1,200,720 - spettatori: 20,877 su 20,877 - sold-out: 2 su 2[3] Fonte: Billboard.com Boxcore Chart 03/07/2010
- Palasport - Ancona - 9-10, Novembre 2009 - Incasso: $681,588 - spettatori: 12,854 su 13,524 - sold-out: 0 su 2[3] Fonte: Billboard.com Boxcore Chart 03/07/2010
- Futurshow Station - Bologna - 6, Novembre 2009 - Incasso: $636,469 - spettatori: 11,704 su 11,704 - sold-out: 1 su 1[3] Fonte: Billboard.com Boxcore Chart 03/07/2010
- Mediolanum Forum - Milano - 11-12, 14, Dicembre 2009 - Incasso: $1,802,640 - Spettatori: 31,780 su 31,981 - sold-out: 1 su 3[4] Fonte: Billboard.com Boxcore Chart 26/06/2010

### La scaletta
| #  | Brano                             | Album                        | Anno |
| -- | --------------------------------- | ---------------------------- | ---- |
| 1  | Vivo                              | Zerofobia                    | 1977 |
| 2  | Ancora qui                        | Presente                     | 2009 |
| 3  | Questi amori                      | Presente                     | 2009 |
| 4  | Emergenza noia                    | Amore dopo amore             | 1998 |
| 5  | Mentre aspetto che ritorni        | Il dono                      | 2005 |
| 6  | Qualcuno mi renda l'anima         | Invenzioni                   | 1974 |
| 7  | L'incontro                        | Presente                     | 2009 |
| 8  | Inventi                           | Invenzioni                   | 1974 |
| 9  | Potrebbe essere Dio               | Tregua                       | 1980 |
| 10 | Non smetterei più                 | Presente                     | 2009 |
| 11 | Salvami                           | Trapezio                     | 1976 |
| 12 | L'ormonauta                       | Presente                     | 2009 |
| 13 | Almeno una parola                 | Presente                     | 2009 |
| 14 | Ambulante                         | Presente                     | 2009 |
| 15 | Quando parlerò di te              | Presente                     | 2009 |
| 16 | Morire qui                        | Zerofobia                    | 1977 |
| 17 | Un'altra gioventù                 | Presente                     | 2009 |
| 18 | Muoviti                           | Presente                     | 2009 |
| 19 | 113                               | Invenzioni                   | 1974 |
| 20 | Figaro                            | Amore dopo amore             | 1998 |
| 21 | Professore                        | Presente                     | 2009 |
| 22 | Felici e perdenti                 | L'imperfetto                 | 1994 |
| 23 | Il sole che non vedi              | Presente                     | 2009 |
| 24 | Buon Natale                       | Tregua                       | 1980 |
| 25 | Unici                             | Presente ZeroNoveTour        | 2010 |
| 26 | I migliori anni della nostra vita | Sulle tracce dell'imperfetto | 1995 |

### I musicisti
- Danilo Madonia - tastiere
- Paolo Costa - basso
- Rosario Jermano - percussioni
- Giorgio Cocilovo, Fabrizio Leo - chitarra
- Mark Harris - pianoforte
- Lele Melotti - batteria
- Orchestra Prato Ensemble (diretta dal Maestro Renato Serio)

## Classifiche

### Classifiche settimanali
| Classifica (2009) | Posizione massima |
| ----------------- | ----------------- |
| Italia            | 1                 |

### Classifiche di fine anno
| Classifica (2009) | Posizione |
| ----------------- | --------- |
| Italia            | 2         |
| Classifica (2010) | Posizione |
| Italia            | 16        |